# Laurențiu Fulga
Laurențiu Fulga (eigentl.:  Laurențiu Ionescu; * 2. November 1916 in Fulga de Jos; † 16. November 1984 in Bukarest) war ein rumänischer Schriftsteller.
Fulga besuchte das Militärgymnasium in Chişinău, gab jedoch die militärische Laufbahn zu Gunsten eines Studiums der Literatur und Philosophie an der Universität Bukarest auf. 1941 wurde er als Reserveoffizier zum Kriegsdienst einberufen. In Odessa wurde er schwer verwundet und kam in sowjetische Kriegsgefangenschaft, während er in Rumänien für tot erklärt wurde. Als Freiwilliger  kämpfte er bis 1945 gegen das nationalsozialistische Deutschland und blieb auch danach dem Militär verbunden. Er gab verschiedene Zeitschriften heraus (u. a. Viaţa militară) und war bis zu seinem Ruhestand 1961 künstlerischer Berater des Teatrul Armatei. Ab 1968 war er Vizepräsident des rumänischen Schriftstellerverbandes.
Als Autor debütierte Fulga 1937 mit der Kurzgeschichte Bilete de papagal. 1942 folgten der Erzählband Straniul paradis, dann die Romane Eroica (1956), Steaua Bunei Speranţe (1963), Alexandra şi infernul (1966) und Moartea lui Orfeu (1970). Mit der Neufassung der phantastischen Kurzgeschichten Straniul paradis begann eine Reihe von Werken, in denen Fulga das Eindringen des Phantastischen in die Realität zum Gegenstand macht. Hierzu zählen auch die Romane Fascinaţia (1977) und Salvaţi sufletele noastre (1980). Seine Werke wurden von Autoren wie Albert Camus, Boris Lawrenjew, Galina Nikolajewa und Alexander Serafimowitsch übersetzt.
Neben seinen Prosawerken verfasste Fulga auch einige Theaterstücke (Ultimul mesaj, Ion Voda cel Cumplit, Mesterul Manole, Este vinovata Corina?), die an verschiedenen Bühnen gespielt wurden, aber nie im Druck erschienen.  Fulga wurde mit dem rumänischen Staatspreis (1952) dem Prosapreis des rumänischen Schriftstellerverbandes (1967 und 1980) und dem Ion-Creangă-Preis der Rumänischen Akademie ausgezeichnet. Viele seiner Werle veröffentlichte er unter Pseudonymen sie L. Delerei, I. Laurentiu oder I. Laurentiu-Delerei.